# Isle-Fort
Isle-Fort est une île située sur la Vienne appartenant à L'Isle-Jourdain.

## Description
Anciennement cadastrée le Château, une partie de l'île a été engloutie lors de l'édification de barrages. Il s'y élevait un ancien château seigneurial dont il reste la partie gauche, avec sa toiture à la Mansart et une tourelle détachée coiffée d'ardoise. La partie droite a été modifiée lorsqu'un moulin a été construit près du château en 1817, puis partiellement reconstruite et transformée en minoterie en 1873. 
L'île s'étend sur 2 766 mètres carrés.  
Un petit pont la relie à la route départementale 10 sur le pont Saint-Sylvain.